# Rakousko na Zimních olympijských hrách 1956
Rakousko na Zimních olympijských hrách 1956 v Cortina d'Ampezzo reprezentovalo 60 sportovců, z toho 50 mužů a 10 žen. Nejmladším účastníkem byl Ingrid Wendl (15 let, 258 dní), nejstarším pak Karl Wagner (48 let, 271 dní). Reprezentanti vybojovali 11 medailí, z toho 4 zlaté 3 stříbrné a 4 bronzové.

## Medailisté
| Medaile | Jméno                        | Sport           | Disciplína         |
| ------- | ---------------------------- | --------------- | ------------------ |
| Zlato   | Toni Sailer                  | Alpské lyžování | sjezd - muži       |
| Zlato   | Toni Sailer                  | Alpské lyžování | obří slalom - muži |
| Zlato   | Toni Sailer                  | Alpské lyžování | slalom - muži      |
| Zlato   | Sissy Schwarzová Kurt Oppelt | Krasobruslení   | sportovní dvojice  |
| Stříbro | Andreas Molterer             | Alpské lyžování | obří slalom - muži |
| Stříbro | Putzi Frandl                 | Alpské lyžování | obří slalom - ženy |
| Stříbro | Regina Schöpf                | Alpské lyžování | slalom - ženy      |
| Bronz   | Andreas Molterer             | Alpské lyžování | sjezd - muži       |
| Bronz   | Walter Schuster              | Alpské lyžování | obří slalom - muži |
| Bronz   | Thea Hochleitner             | Alpské lyžování | obří slalom - ženy |
| Bronz   | Ingrid Wendl                 | Krasobruslení   | jednotlivci - ženy |